# Diecezja Qacha’s Nek
Diecezja Qacha’s Nek (łac.: Dioecesis Qachasnekensis) – rzymskokatolicka diecezja w Lesotho, obejmująca swoim zasięgiem część terytorium kraju.
Siedziba biskupa znajduje się przy Katedrze w Qacha’s Nek.

## Historia
- Diecezja Qacha’s Nek powstała 3 stycznia 1961

## Biskupi
- bp Joseph Delphis Des Rosiers OMI (1961 - 1981)
- bp Evaristus Thatho Bitsoane (1981 - 2010)
- bp Joseph Mopeli Sephamola OMI (2013 - nadal)

## Podział administracyjny
W skład diecezji Qacha’s Nek wchodzi 13 parafii

## Główne świątynie
- Katedra: Katedra w Qacha’s Nek